# Phyllophaga caanchaki
Phyllophaga caanchaki är en skalbaggsart som beskrevs av Moron 1998. Phyllophaga caanchaki ingår i släktet Phyllophaga och familjen Melolonthidae. Inga underarter finns listade i Catalogue of Life.